# Baheda
Baheda ist eine osttimoresische Aldeia. Sie liegt im Norden des Sucos Santa Cruz (Verwaltungsamt Nain Feto, Gemeinde Dili).

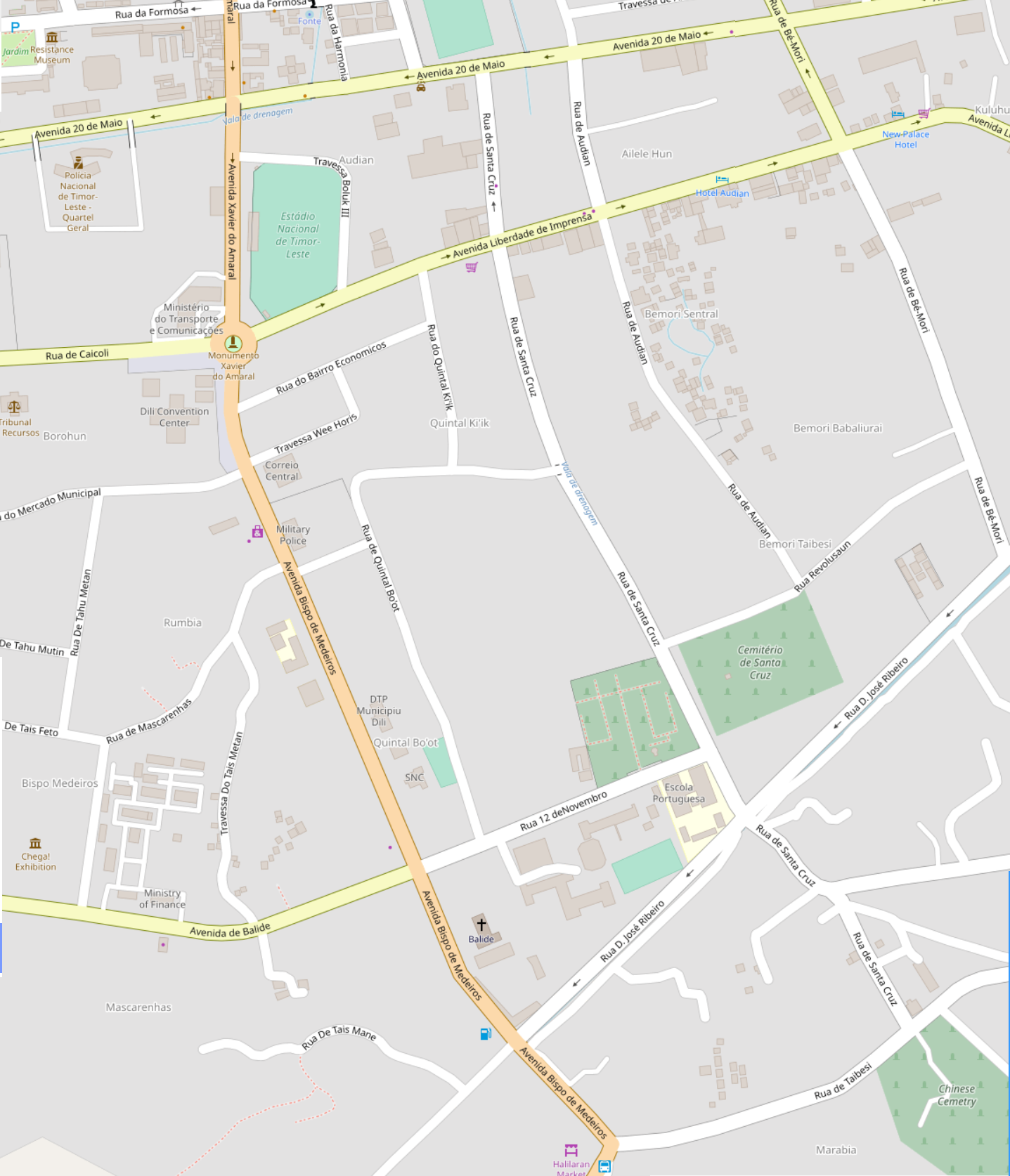
Straßenkarte von Santa Cruz

Westlich von Baheda liegt jenseits der Rua de Santa Cruz die Aldeia Loceneon, südlich die Aldeia Mura, östlich der Rua de Audian die Aldeia Moris Foun und nördlich der Avenida da Liberdade de Imprensa die Aldeia Audian.
In Baheda leben 415 Menschen (2015).